# Pregrada
Pregrada je město v Chorvatsku v Krapinsko-zagorské župě. Nachází se v Chorvatském Záhoří, blízko hranic se Slovinskem, asi 12 km západně od Krapiny a asi 14 km jihovýchodně od slovinského města Rogaška Slatina. V roce 2011 žilo v Pregradě 1 828 obyvatel, v celé opčině pak 6 594 obyvatel.
Pregrada je také sídlem stejnojmenné opčiny, která (včetně samotného města) zahrnuje celkem 26 sídel:
- Benkovo – 326 obyvatel
- Bregi Kostelski – 269 obyvatel
- Bušin – 139 obyvatel
- Cigrovec – 414 obyvatel
- Donja Plemenšćina – 138 obyvatel
- Gabrovec – 59 obyvatel
- Gorjakovo – 344 obyvatel
- Gornja Plemenšćina – 273 obyvatel
- Klenice – 80 obyvatel
- Kostel – 137 obyvatel
- Kostelsko – 244 obyvatel
- Mala Gora – 169 obyvatel
- Marinec – 118 obyvatel
- Martiša Ves – 19 obyvatel
- Pavlovec Pregradski – 229 obyvatel
- Pregrada – 1 828 obyvatel
- Sopot – 330 obyvatel
- Stipernica – 172 obyvatel
- Svetojurski Vrh – 166 obyvatel
- Valentinovo – 163 obyvatel
- Velika Gora – 86 obyvatel
- Vinagora – 41 obyvatel
- Višnjevec – 174 obyvatel
- Vojsak – 157 obyvatel
- Vrhi Pregradski – 395 obyvatel
- Vrhi Vinagorski – 224 obyvatel

Městem prochází silnice D206.